# Lachenenbeek
Lachenenbeek är ett vattendrag i Belgien.   Det ligger i provinsen Antwerpen och regionen Flandern, i den centrala delen av landet, 30 km norr om huvudstaden Bryssel.
Trakten runt Lachenenbeek består till största delen av jordbruksmark. Runt Lachenenbeek är det tätbefolkat, med 550 invånare per kvadratkilometer.